# Gajah Mati (Sungai Keruh)
Gajah Mati is een bestuurslaag in het regentschap Musi Banyuasin van de provincie Zuid-Sumatra, Indonesië. Gajah Mati telt 2791 inwoners (volkstelling 2010).